# 卡门·萨帕塔
卡门·萨帕塔（英語：Carmen Margarita Zapata，1927年7月15日—2014年1月5日），是一名美国电影演员。
萨帕塔出生于纽约市，父亲为墨西哥人，母亲为阿根廷人。她曾经出演上百部电影和电视剧，包括有《蝙蝠侠 (动画影集)》、《拖家带口》、《修女也疯狂》和《圣巴巴拉 (电视剧)》。她演艺周期最长的节目是《阿雷格尔 (电视剧)》，她在九年中担任其中的主要角色。。
1972年，卡门·萨帕塔和演员里卡多·蒙特尔班、伊迪丝·迪亚兹、亨利·达罗一同创建美国演员工会少数民族委员会。2014年1月5日，卡门·萨帕塔因心脏病去世。